# Cyphioideae
Cyphioideae es una subfamilia de plantas de flores de la familia Campanulaceae. Contiene los siguientes géneros:

## Géneros
Cyphia - Cyphocarpus - Nemacladus - Parishella - Pseudonemacladus